# Yūya Yamagishi
Yūya Yamagishi (japanisch 山岸 祐也 Yamagishi Yūya; * 29. August 1993 in Kashiwa, Präfektur Chiba) ist ein japanischer Fußballspieler.

## Karriere
Yamagishi erlernte das Fußballspielen in der Schulmannschaft der Shoshi High School und der Universitätsmannschaft der Ryūtsū-Keizai-Universität. Seinen ersten Vertrag unterschrieb er 2016 bei Thespakusatsu Gunma. Der Verein spielte in der zweithöchsten Liga des Landes, der J2 League. Für den Verein absolvierte er 69 Ligaspiele. 2018 wechselte er zum Ligakonkurrenten FC Gifu. Für den Verein absolvierte er 53 Ligaspiele. Im August 2019 wechselte er zum Ligakonkurrenten Montedio Yamagata. Avispa Fukuoka, ein Zweitligist aus Fukuoka, nahm ihn im Oktober 2020 unter Vertrag. Ende der Saison wurde er mit dem Verein Vizemeister und stieg in die erste Liga auf. Am 4. November 2023 stand er mit Avispa im Finale des Ligapokals. Hier besiegte man die Urawa Red Diamonds mit 2:1. Nach 97 Ligaspielen, in denen er 28 Treffer erzielte, wechselte er im Januar 2024 zum ebenfalls in der ersten Liga spielenden Nagoya Grampus. Am 2. November 2024 stand er mit Nagoya im Finale des J. League Cup. Das Finale gegen Albirex Niigata gewann man im Elfmeterschießen.

## Erfolge
Avispa Fukuoka
- Japanischer Zweitligavizemeister: 2020  ▲
- Japanischer Ligapokalsieger: 2023

Nagoya Grampus
- Japanischer Ligapokalsieger: 2024